# Andrzej Kaliszan
Andrzej Kaliszan (ur. 1948, zm. 25 czerwca 2020 w Poznaniu) – polski koszykarz i działacz sportowy.
W młodych latach uprawiał koszykówkę. Występował jako zawodnik Warty Poznań razem z m.in. Eugeniuszem Kijewskim. Pod koniec lat 80. XX wieku, po zakończeniu kariery sportowej, został działaczem tego klubu. Był do sezonu 2003/2004 członkiem, a okresowo prezesem sekcji piłkarskiej Warty (zespół uzyskał za jego kadencji awans do I ligi w 1993), a potem sekretarzem zarządu Wielkopolskiego Związku Piłki Nożnej. Pełnił funkcję prezesa Kani Gostyń i wiceprezesa Floty Świnoujście.
Zmarł po długiej chorobie na nowotwór nerek. Został pochowany na poznańskim cmentarzu junikowskim 3 lipca 2020.
Miał syna, Arkadiusza, piłkarza Warty Poznań, Polonii Warszawa, Widzewa Łódź, Korony Kielce i Rody Kerkrade. Był dziadkiem Adriana Kaliszana, zawodnika Sokoła Kleczew (wcześniej juniora Warty Poznań).